# هنري سلاتر
هنري سلاتر (بالإنجليزية: Henry Slater)‏ (23 فبراير 1855 في المملكة المتحدة - 20 نوفمبر 1916 في المملكة المتحدة) هو لاعب كريكت بريطاني (وحمل سابقاً جنسية المملكة المتحدة لبريطانيا العظمى وأيرلندا). لعب مع نادي مقاطعة ديربيشاير للكريكت ‏.